# Amantes del desierto
Amantes del desierto (lit. Amantes do deserto) é uma telenovela estadunidense-colombiana produzida pela RTI Producciones e exibida pela Caracol Televisión e Telemundo,[carece de fontes?] de 19 de março a 4 de setembro de 2001, em 121 capítulos, e sendo substituída por Te voy a enseñar a querer. 
Escrita por Humberto "Kiko" Olivieri com colaboração de Julio Jiménez, Fernando Pérez, Andrea López Jaramillo e Claudia García, é livremente baseada na telenovela Un largo camino, escrita por Julio Jiménez, com direção de David Posada e Agustín Restrepo. A telenovela marca a volta das produções fictícias da Telemundo, que havia parado na década de 90, sendo também a primeira produção da emissora na década de 2000.
Conta com Maritza Rodríguez, Francisco Gattorno, Catherine Siachoque, Roberto Escobar, Ana Soler, Edgardo Román, Juan Pablo Shuk e Rolando Tarajano nos papéis principais.

## Enredo
Bárbara vive numa pequena cidade chamada "La Esmeralda", ela é filha do coronel Miguel Santana, diretor da prisão El Farallón. Andrés é condenado a prisão perpétua pelo assassinato de Rafael Negrete, crime que ele não cometeu. Bárbara ajuda Andrés a escapar, mas eles são perseguidos por seu pai. A partir daí, eles devem enfrentar o mundo para defender seu amor.

## Elenco
| Ator/Atriz             | Personagem                    |
| ---------------------- | ----------------------------- |
| Maritza Rodríguez      | Bárbara Santana Hurtado       |
| Francisco Gattorno     | Andrés Bustamante Cantoro     |
| Catherine Siachoque    | Micaela Arredondo Fernández   |
| Roberto Escobar        | Miguel Santana                |
| Ana Soler              | Esther Hurtado de Santana     |
| Edgardo Román          | Tte. Idelfonso Cubillos       |
| Juan Pablo Shuk        | Bruno Salegue                 |
| Rolando Tarajano       | Santos Libardo / Satanás      |
| Helios Fernández       | Padre Morán                   |
| Carlos Barbosa         | Pancho Fonseca                |
| María Cristina Gálvez  | Bertha de Fonseca             |
| Ricardo González       | Tomás "Tomasito" Fonseca      |
| Agmeth Escaf           | Javier Negrete                |
| Víctor Cifuentes       | Tte. Abelardo Mejía           |
| Ivette Zamora          | Griselda                      |
| Roberto Mateos         | Alejandro García              |
| Andrea López           | Camila Santana                |
| Santiago Bejarano      | Agustín Santana               |
| Margalida Castro       | Magdalena Libardo "Tania"     |
| Raúl Gutiérrez         | Sergio García                 |
| María Luisa Rey        | María Gracia                  |
| Patricia Tamayo        | Isabel                        |
| Carolina González      | Filomena                      |
| Alexander Paéz         | Piraña / Campo Elías Guarnizo |
| Leonor Arango          | Elena Bustamante              |
| Lucy Martínez          | Nemesia                       |
| Sandra Pérez           | Trinidad                      |
| Carlos Hurtado         | Toño                          |
| Karlos Granada         | Capt. Juan Zacarias           |
| Liliana González       | Josefina                      |
| Néstor Alfonso Rojas   | El Pulgarcito                 |
| Fernando Corredor      | Procurador Guillermo Muñoz    |
| Vilma Vera             | Gertrudis                     |
| Julio Echeverri        | Inspector                     |
| Olga Cecilia Mendoza   | Rita                          |
| José A. Cardeño        | Joaquín                       |
| Julio César Pachón     | Tijeres                       |
| Julio del Mar          | Aurelio León                  |
| Alberto León Jaramillo | Khalil                        |
| Martha Suárez          | Hamaika                       |
| Guilied López          | Lucía                         |
| Paola Díaz             | Sabrina Montenegro            |
| José Fernando Pérez    | Adrián Fonseca                |
| Juan David             | Carlos                        |
| Carlos Zerrato         | El Ratón                      |
| Rossana Montoya        | Maria Andrea                  |
| Claudia García         | Andrea Valtierra Santana      |
| Julio Sastoque         | —                             |

## Repercussão

### Audiência
Seu público médio foi de 14,8 pontos de índice de audiência e 50,5 de share.

### Prêmios e indicações
| Ano  | Prêmio                | Categoria                | Indicado            | Resultado |
| ---- | --------------------- | ------------------------ | ------------------- | --------- |
| 2002 | Prêmio TVyNovelas     | Melhor Atriz Coadjuvante | Catherine Siachoque | Venceu    |
| 2002 | Prêmio India Catalina | Melhor Atriz             | Maritza Rodríguez   | Venceu    |
| 2002 | Prêmios INTE          | Melhor Ator Coadjuvante  | Roberto Escobar     | Venceu    |